# Donald Scifres
Donald Ray Scifres (*  10. September 1946 in Lafayette, Indiana) ist ein US-amerikanischer Elektrotechniker und Unternehmer.
Scifres studierte an der Purdue University mit dem Bachelor-Abschluss 1968 sowie an der University of Illinois mit dem Master-Abschluss 1970 und der Promotion 1972. Danach war er bis 1983 im Xerox Parc Forschungszentrum in Palo Alto, wo er mit Kollegen den Distributed Feedback Halbleiter-Injektionslaser entwickelte. Dieser wurde die bevorzugte Lichtquelle für langreichweitige Kommunikation über Glasfasern.
1983 gründete er mit anderen Spectra Diode Laboratories (SDL) in San José, ein Joint-Venture von Xerox und Spectra Physics, der zum führenden Hersteller von Glaserfaseroptik-Komponenten und Modulen wurde (Halbleiterlaser hoher Leistung, erbiumdotierte Faserverstärker (EDFA), Hochgeschwindigkeitselektronik für optische Kommunikation, ebene Lichtwellen-Schaltkreise, optische Modulatoren, Messgeräte). 2001 fusionierte die Firma mit JDS Uniphase und Scifres war bis zu seinem Ruhestand 2003 Ko-Vorstand und Chief Strategy Officer. Danach war er Vorstand der Venture-Capital-Firma SDL Ventures.
Scifres hält über 130 Patente und über 300 Artikel und Buchbeiträge. 1997 erhielt er den George E. Pake Prize der American Physical Society, 2018 den Arthur L. Schawlow Award. Außerdem wurden ihm der Rank Prize, der Jack A. Morton Award des IEEE, die Robert N. Noyce Medal, der LEOS Award und die IEEE Third Millennium Medal verliehen. Er ist Mitglied der National Academy of Engineering und IEEE Fellow sowie Fellow der Optical Society of America (OSA), deren Edwin H. Land Medal er erhielt. Er war Präsident der IEEE Lasers and Electro-Optics Society (LEOS), Präsident der Lasers and Electro-Optics Manufacturers Association und Direktor der OSA.